# Ахмед Говде
Султан Ахмед Говде (*1476 — 13 грудня 1497) — останній султан єдиної Держави Ак-Коюнлу в 1497 році.

## Життєпис
Був сином Огурлу-Мухаммеда та онуком засновника держави Узун-Хасана. У 1473 році після невдалого заколоту Огурлу-Мухаммеда проти батька, той втік до османської імперії, де одружився з гевхер-хатун, донькою султана Мехмеда II. Від цього шлюбу в 1476 році в Стамбулі народився Ахмед Говде. Здобув тут освіту.
У 1497 році, отримавши допомогу від османів, рушив на здобуття трону. Доволі швидко здолав свого суперника Султан-Рустема, який втік до Грузії, де й загинув. На дяку за допомогу султан Ахмед передав османській імперії область Керманшах.
Новий володар розпочав реформи зі зміцнення держави, податкової системи (скоротив або на тривалий час скасував низку податків), також здійснив кроки до створення регулярно війська на кшталт османського. Також було скасовано суюргали (спадкові феодальні володіння), важкі податки та повинності селян. Втім проти цього виступили очільники місцевих племен на чолі із Касім-беєм з порнеків. Він запросив на трон родича султана — Мурада, сина Султан-Якуба, який того ж року захопив Тебриз.
Султан Ахмед Говде вирішив дати бій всередині держави, але неподалік від Ісфагану зазнав поразки, потрапив у полон і був страчений 13 грудня 1497 року. 
Після цього держава Ак-Коюнлу розпалася: в Тебризі та Азербайджані трон Алванд Мірза (син Юсуф-бека та онук Узун-Хасана)) в Єзде, Кермані та Сістані захопив владу Султан-Мухаммед (син Юсуф-бека та внук Узун-Хасана), в Діярбакирі — Султан-Касім (небіж Узун-Хасана), якого незабаром змінив Зейн-ал-Айбідін (син Султан Ахмеда Говде). Це зрештою призвело до підкорення Ак-Коюнлу військами Ісмаїла I з роду Сефевідів (до 1502 року — Азербайджан та Тебриз), до 1508 року (південна та східна Персія).